# طوني يونغ
طوني يونغ (بالإنجليزية: Tony Young)‏ (24 ديسمبر 1952 في المملكة المتحدة - ديسمبر 2024) لاعب كرة قدم بريطاني في مركزي الظهير والدفاع. لعب مع تشارلتون أثلتيك ومانشستر يونايتد ونادي يورك سيتي ونادي رانكورن هالتون.

## وصلات خارجية
- طوني يونغ على موقع قاعدة بيانات كرة القدم.إي يو (الإنجليزية)
- طوني يونغ على موقع عالم كرة القدم.نت (الإنجليزية)